# Wijnbouw in Egypte

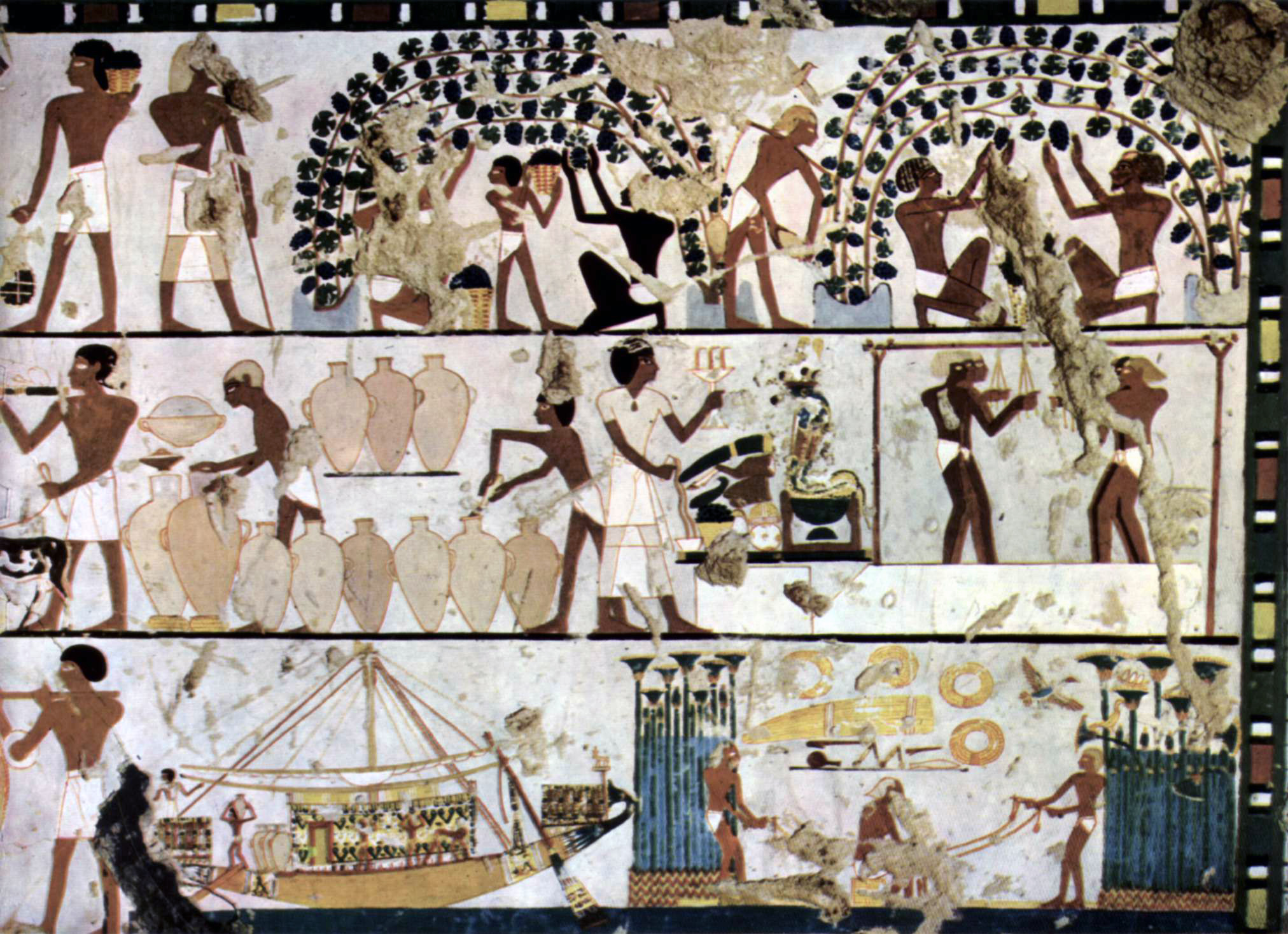
Voorstelling van de Egyptische wijnbouw uit grafnummer TT261 in Thebe.

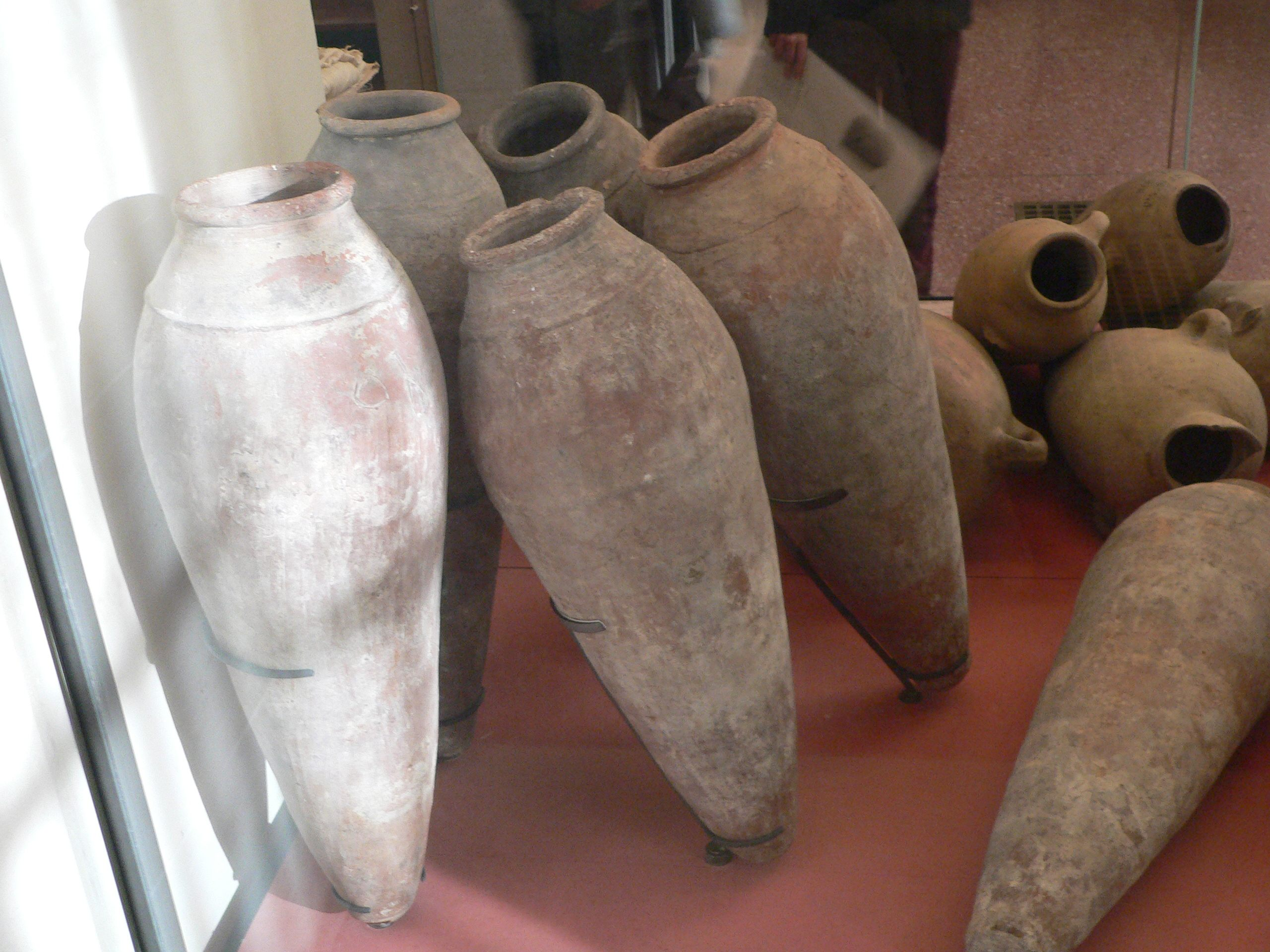
amfora’s uit Abydos.

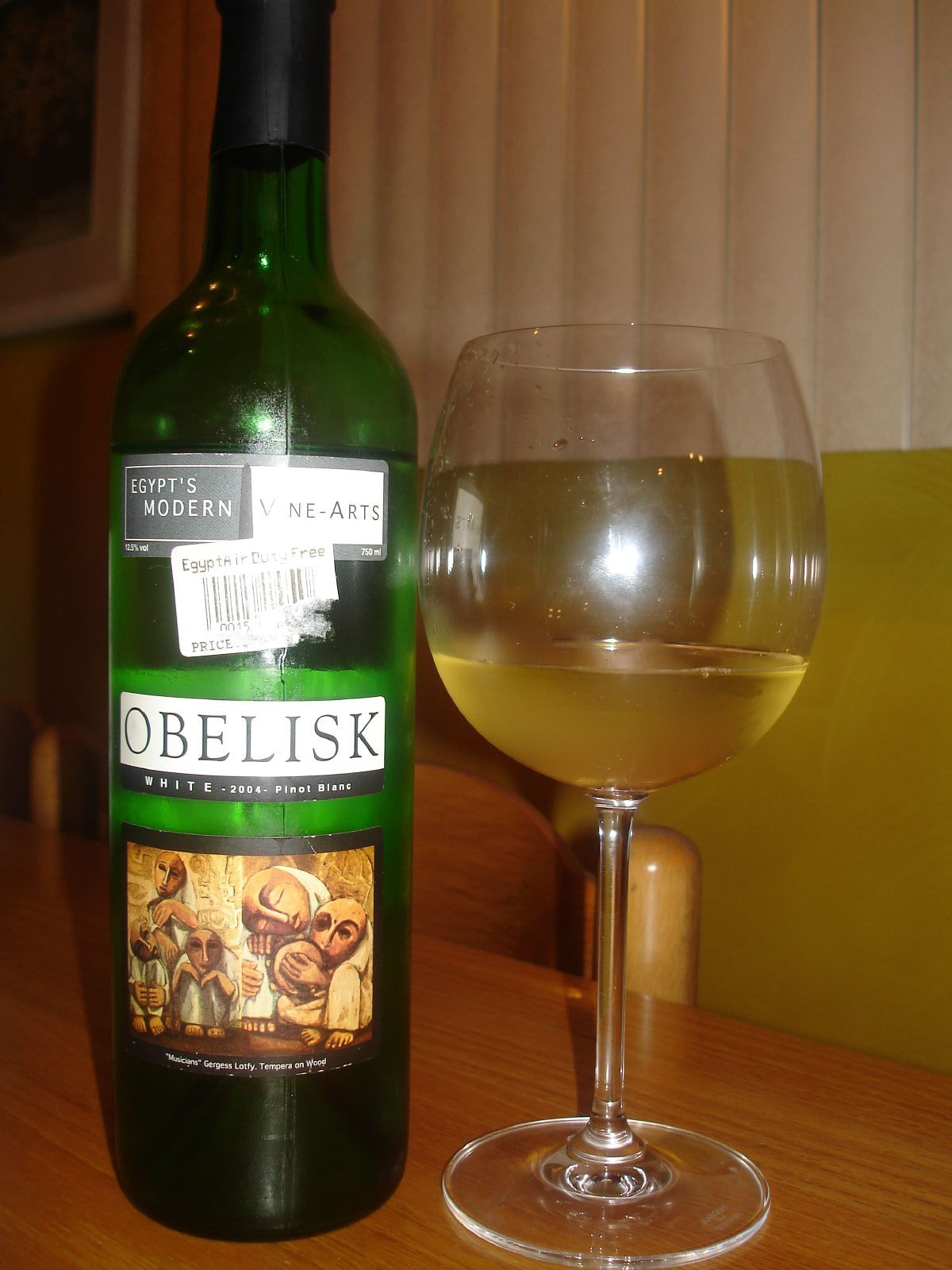
Egyptische witte wijn.

Wijnbouw in Egypte is er al zo’n 5000 jaar bekend. De moderne wijnbouw wordt op kleine schaal uitgeoefend nabij Alexandrië.

## Geschiedenis
Wijn speelde een belangrijke rol in het ceremoniële leven van het oude Egypte. Een van de eerste heersters, Farao Serket, werd rond 3150 BCE met 700 amfora's wijn als grafgeschenk bijgezet. Wijn die overigens afkomstig was uit de zuidelijke Levant wat toen een belangrijke wijnbouwregio was. Ook Toetanchamon (ca. 1330 BCE) liet voor zijn persoonlijke gezondheid een aantal amfora's met wijn bijzetten. Op de 26 exemplaren die hiervan overgebleven zijn staat precies het wijngoed, perceel, herkomst als wel de wijnmaker opgetekend. Zo staat te lezen op kruik 571 de inscriptie: Zoete wijn van het huis Aton uit Karet, keldermeester Ramose.
Een bloeiende koninklijke wijnindustrie was in de Nijldelta gevestigd. Het meest waarschijnlijk was dit het resultaat van handel tussen Egypte en Kanaän in de vroege bronstijd. Deze begon in de derde dynastie (2650–2575 BCE) ten tijde van het Oude Rijk.
Reliëfs van wijnbereiding-scènes op de grafstenen en offerlijsten die hen begeleidden, omvatte wijn die duidelijk in de delta-wijngaarden werd gemaakt. Wijn was destijds overwegend rood. Een recente ontdekking heeft onlangs het eerste bewijs aangetoond dat men ook witte wijn had.

## Moderne wijnbouw
Tegenwoordig wordt op ongeveer 57.000 hectare vrijwel uitsluitend tafeldruiven verbouwd van de voornaamste druivensoort Muskaat van Alexandrië. Dit komt doordat bij de moslimmeerderheid alcoholische dranken verboden zijn. Alleen de christelijke Kopten en in beperkte mate de toeristen drinken wijn. De jaarlijkse 27.000 hectoliter wijn die er geproduceerd wordt komen van staatswijnbedrijven.
Het meeste komen voor :
- Omar Khayyam - een droge rode wijn
- Cru des Ptolémées - een droge witte wijn
- Rubis d’Egypt - een roséwijn

Drie belangrijkste wijnproducenten zijn,
- Gianaclis - die bovengenoemde drie wijnen vertegenwoordigd alsook Chateau Grand Marquis
- Chateau des Rêves - zij importeren de druiven uit Libanon.
- Obelisk

Cabernet sauvignon en pinot blanc zijn de twee belangrijkste in cultuur gebrachte druivensoorten.
De wijngaarden liggen rondom het Mayroet-meer en worden geïrrigeerd.